# Brzkov
Brzkov är en ort i Tjeckien.   Den ligger i regionen Vysočina, i den centrala delen av landet, 110 km sydost om huvudstaden Prag. Brzkov ligger 513 meter över havet och antalet invånare är 245.
Terrängen runt Brzkov är platt. Runt Brzkov är det ganska glesbefolkat, med 42 invånare per kvadratkilometer. Närmaste större samhälle är Jihlava, 17,4 km sydväst om Brzkov. Trakten runt Brzkov består till största delen av jordbruksmark.